# 扎普斯特
50°50′46″N 24°45′34″E / 50.84611°N 24.75944°E
扎普斯特（烏克蘭語：Запуст），是烏克蘭的村落，位於該國西部沃倫州，由沃洛德米爾區負責管轄，面積0.37平方公里，海拔高度216米，2001年人口122，人口密度每平方公里329.73人。